# Chiloschista parishii
Chiloschista parishii är en orkidéart som beskrevs av Gunnar Seidenfaden. Chiloschista parishii ingår i släktet Chiloschista och familjen orkidéer. Inga underarter finns listade i Catalogue of Life.